# تشاد كولمان
تشاد كولمان (بالإنجليزية: Chad Coleman)‏ مواليد 6 سبتمبر 1974 في ريتشموند، الولايات المتحدة، هو ممثل أمريكي بدأ مسيرته الفنية سنة 1992. فاز بجائزة المسرح العالمي.

## الأعمال

### أفلام
- الدبور الأخضر (2011)
- مدراء فظيعون (2011)
- مايكل جاكسون: البحث عن نيفرلاند (2017)

### مسلسلات
| السنة | العمل                                  | الدور        |
| ----- | -------------------------------------- | ------------ |
| 2003  | القانون والنظام: الوحدة الخاصة للضحايا |              |
| 2003  | غايدنغ لايت                            | موسز         |
| 2005  | نمبرز                                  | ويليامز      |
| 2009  | سي إس آي: ميامي                        | كيفن لانداو  |
| 2009  | سجلات ساره كونر                        |              |
| 2010  | اكذب علي                               | داريل        |
| 2010  | ذا غود وايف                            | كارتر رايت   |
| 2010  | فيلادلفيا دائما مشمسة                  |              |
| 2012  | عقول إجرامية                           | مالكولم فورد |
| 2012  | الموتى السائرون                        |              |
| 2013  | فاميلي غاي                             |              |
| 2015  | ذا إكسبانس                             |              |
| 2016  | السهم                                  |              |

### ألعاب فيديو
- ذا واريورز (2005)
- بولي (2006)
- جراند ثفت أوتو IV (2008)
- جراند ثفت أوتو: ذا لوست أند دامد (2009)
- جراند ثفت أوتو: ذا بالد أوف غاي توني (2009)
- لفت 4 ديد 2 (2009)
- ريزدنت إيفل 6 (2013)

## روابط خارجية
- تشاد كولمان على موقع IMDb (الإنجليزية)
- تشاد كولمان على موقع ألو سيني (الفرنسية)
- تشاد كولمان على موقع أول موفي (الإنجليزية)
- تشاد كولمان على موقع قاعدة بيانات برودواي على الإنترنت (الإنجليزية)
- تشاد كولمان على موقع قاعدة بيانات الأفلام السويدية (السويدية)
- تشاد كولمان على موقع قاعدة بيانات الفيلم (الإنجليزية)